# 杨一凡
杨一凡（1944年3月—），陕西富平人，中国社会科学院研究员法学研究所研究员，中国社会科学院荣誉学部委员，中国法律史学会会长。